# Rhamdia itacaiunas
Rhamdia itacaiunas és una espècie de peix de la família dels heptaptèrids i de l'ordre dels siluriformes.

## Morfologia
Els mascles poden assolir els 23,8 cm de llargària total.

## Distribució geogràfica
Es troba a Sud-amèrica: Brasil.